# 희정당
창덕궁 희정당(昌德宮 熙政堂)은 원래 창덕궁의 내전에 속한 건물이었으나 조선 후기에 들어 편전으로 사용되었다. 건물의 창건연대는 확실하지 않으며, 연산군 2년 궁내의 숭문당 건물이 소실되었다가 재건되면서 당호를 희정당이라고 바꾸면서 창덕궁의 한 건물로 되었다. 임진왜란 때 소실되었다가 광해군 원년에 창덕궁이 재건될 때 다시 지어졌으며, 다시 인조반정 때 소실되었다가 1647년에 재건되었다. 이 때에는 인경궁의 건물을 철거한 자재로 세웠다. 순조 33년 또다시 소실되어 이듬해 재건되었으나, 1917년에 화재로 타 버리고 1920년 경복궁 강녕전을 이건하여 다시 세워져 오늘에 이르고 있다.
건물이 여러 차례 불에 탔다가 재건되면서 규모도 달라지고 건물의 용도도 바뀌었는데, 처음에는 규모가 크지 않았던 것으로 판단된다. 인조 때 재건될 때에는 15칸에 지나지 않았으나 뒤에 편전으로 이용되면서 규모가 늘어나 현재의 큰 건물이 되었다.

## 사진

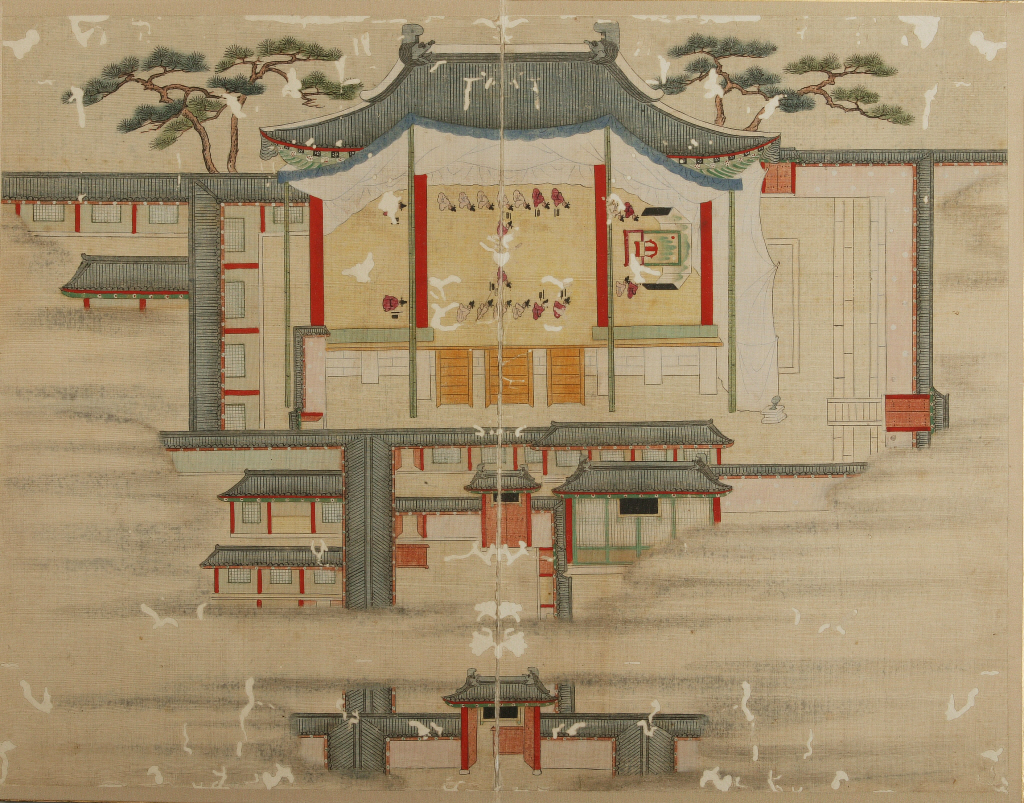
조선 영조가 희정당에 나가 친정한 것을 기념하여 그린 그림
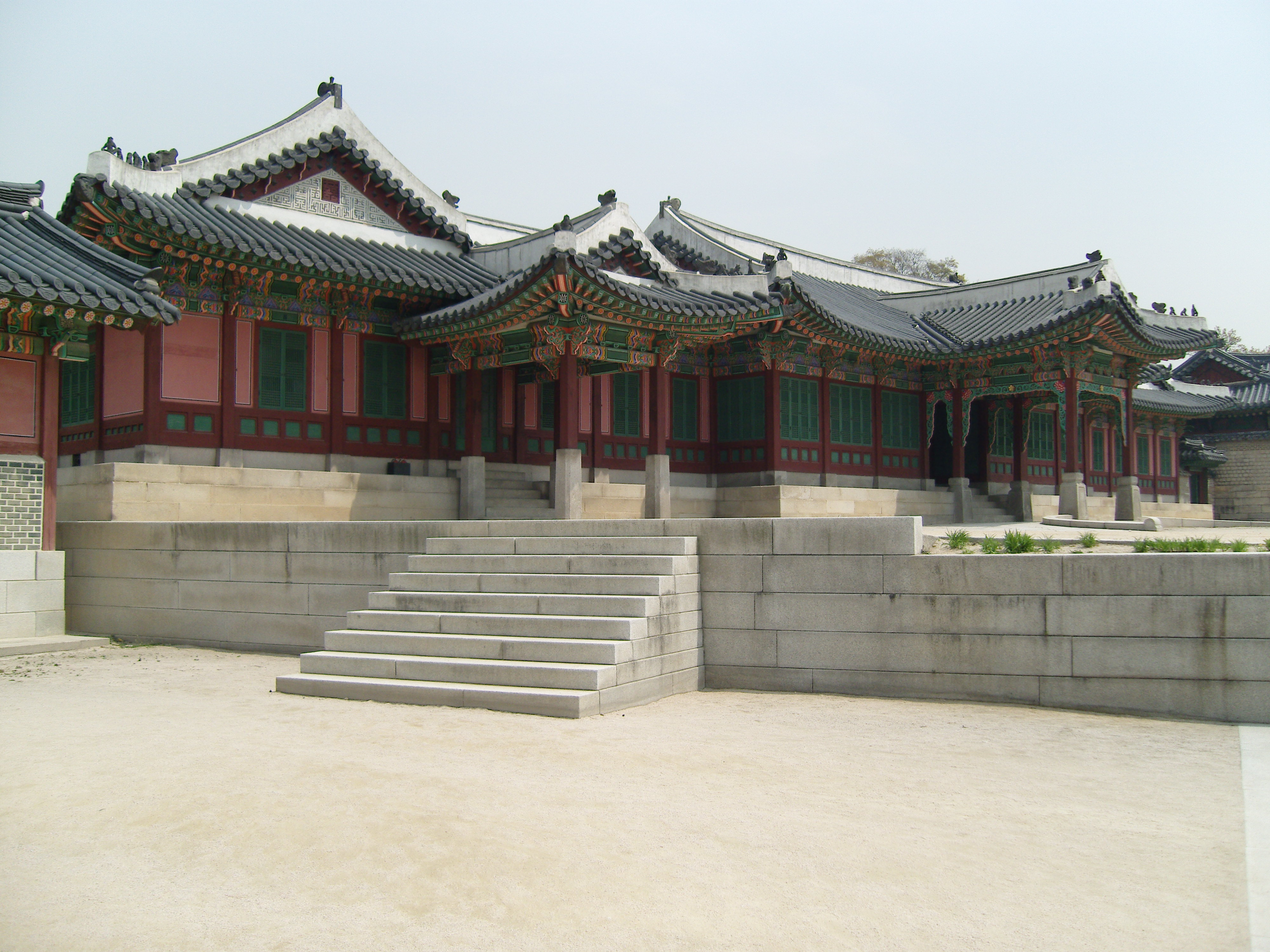
희정당 전경
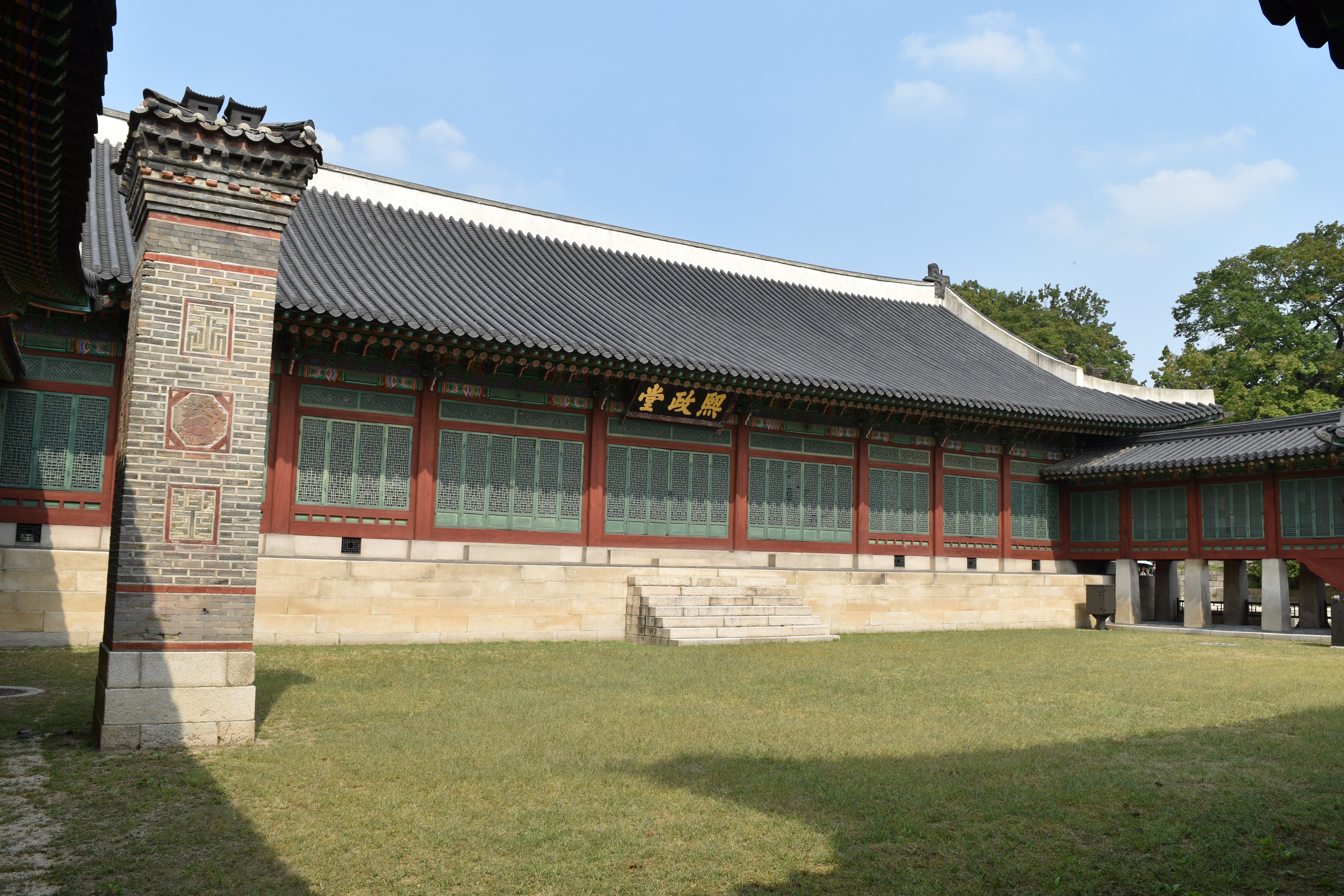
안뜰에서 바라본 희정당
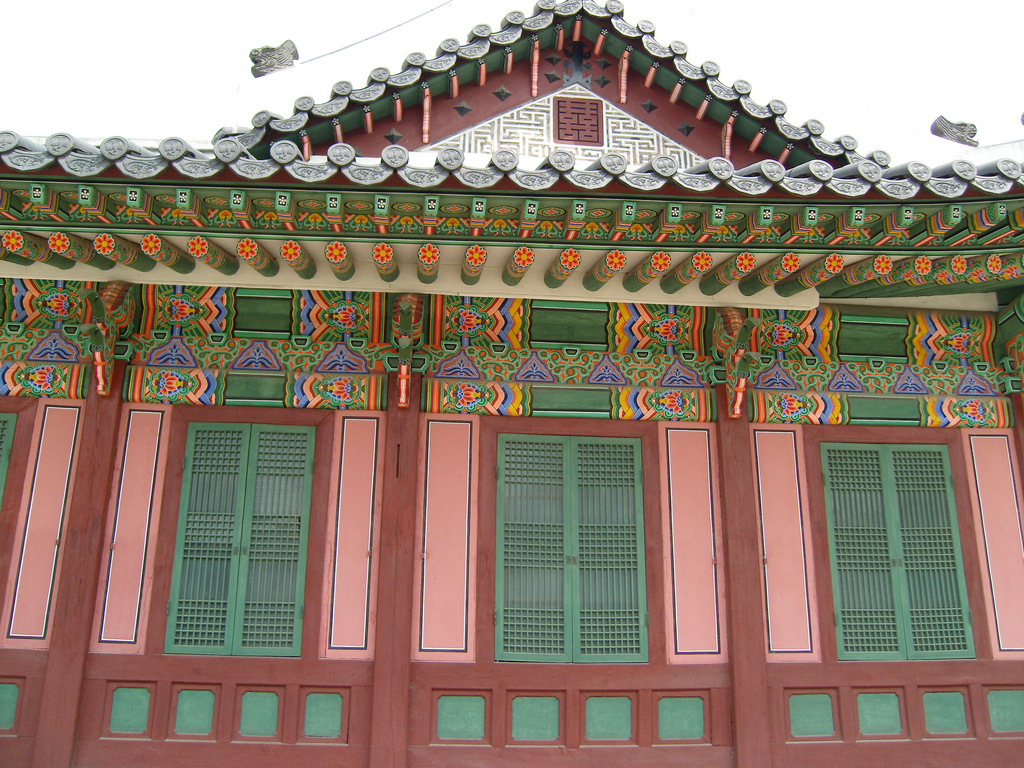
희정당 외벽
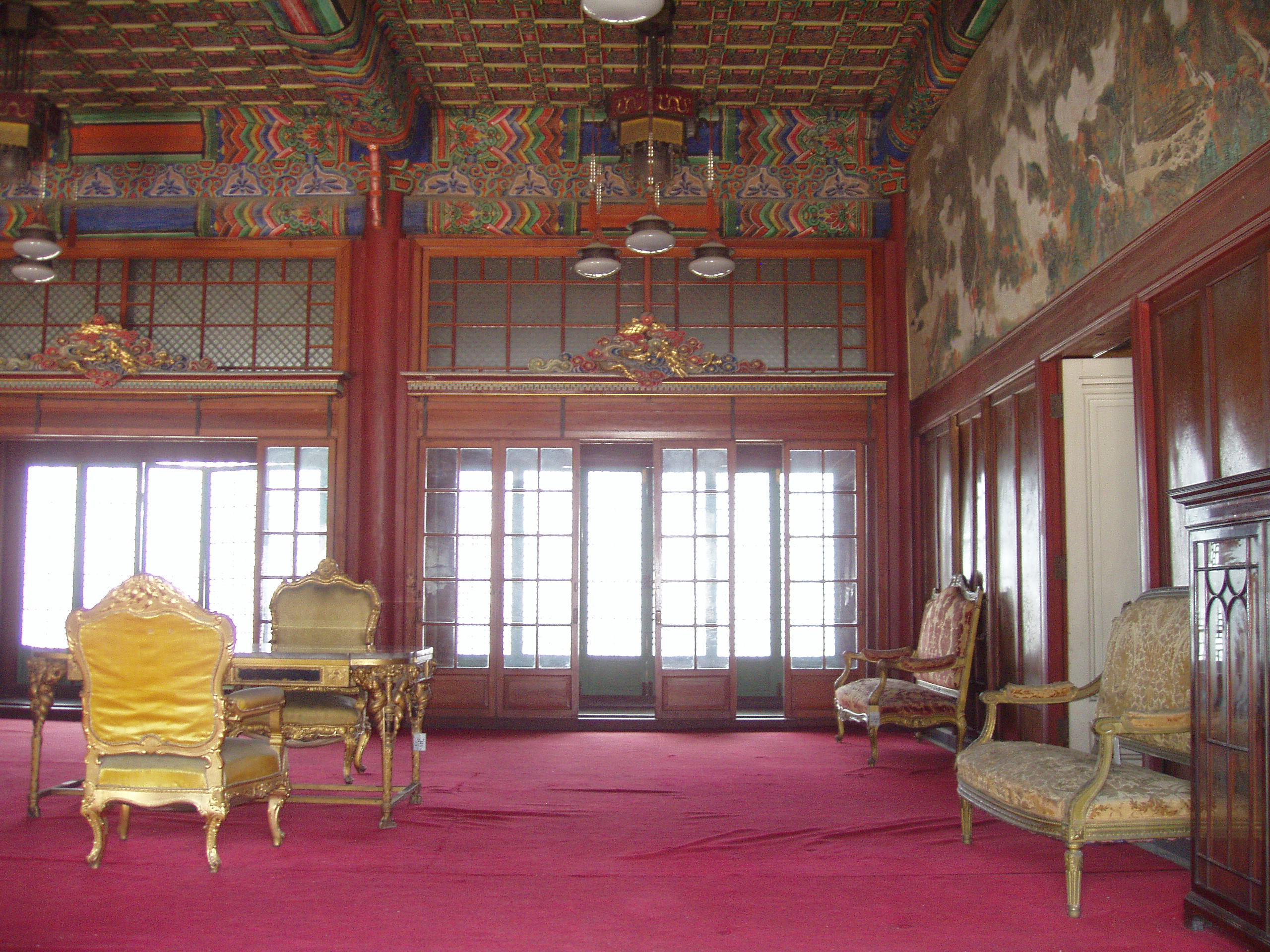
희정당 내부
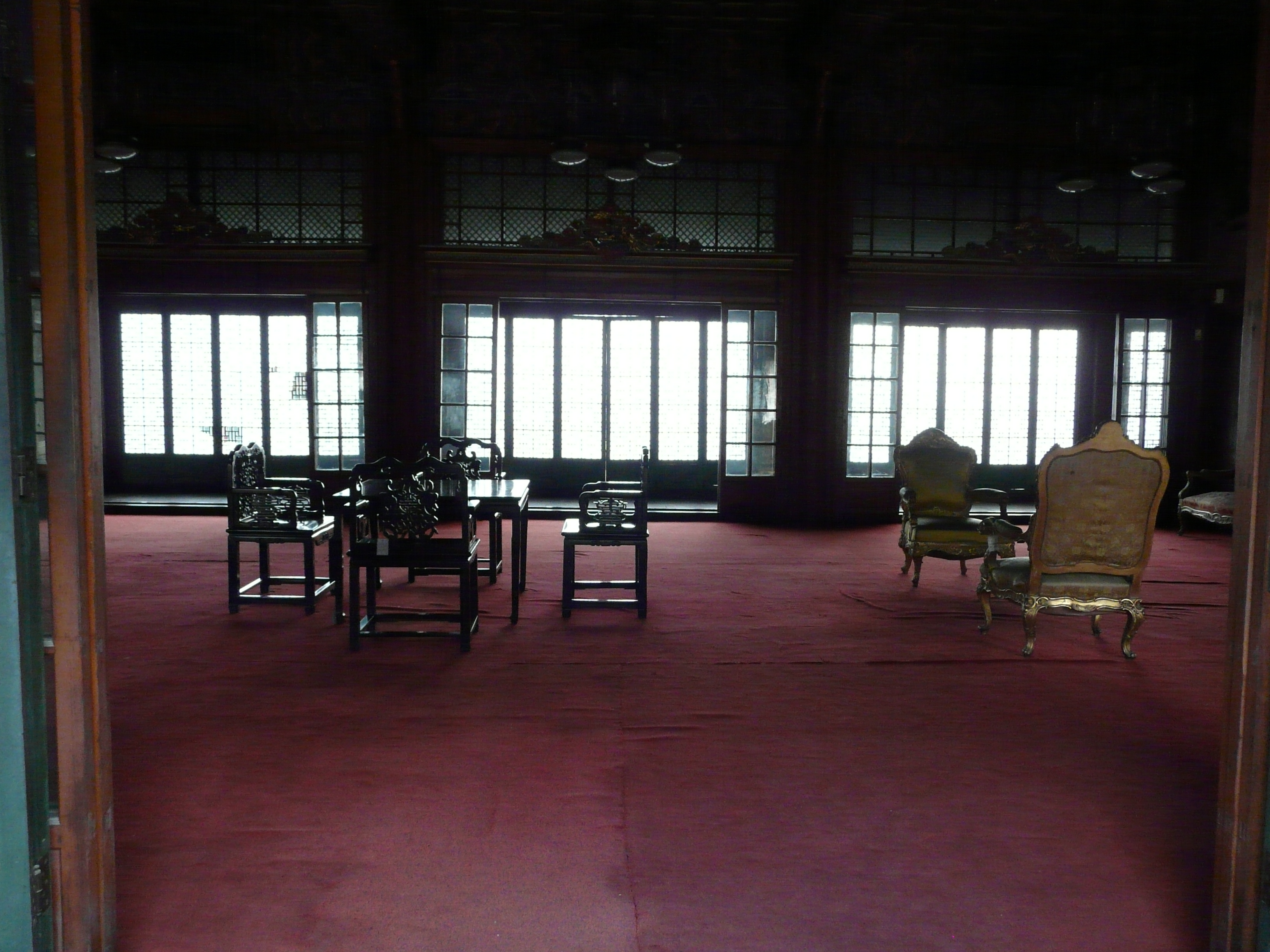
희정당 내부2
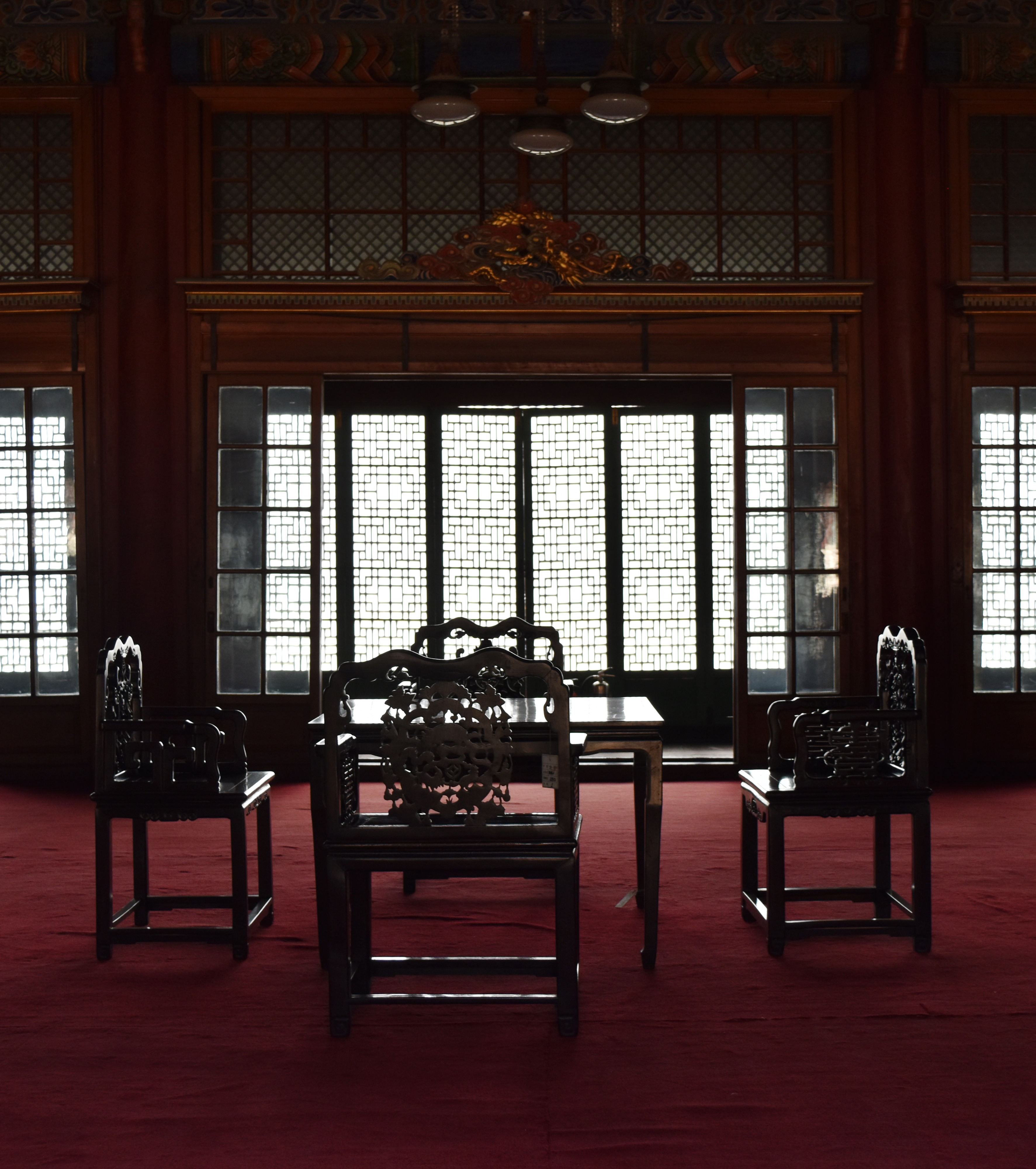
희정당 내부3
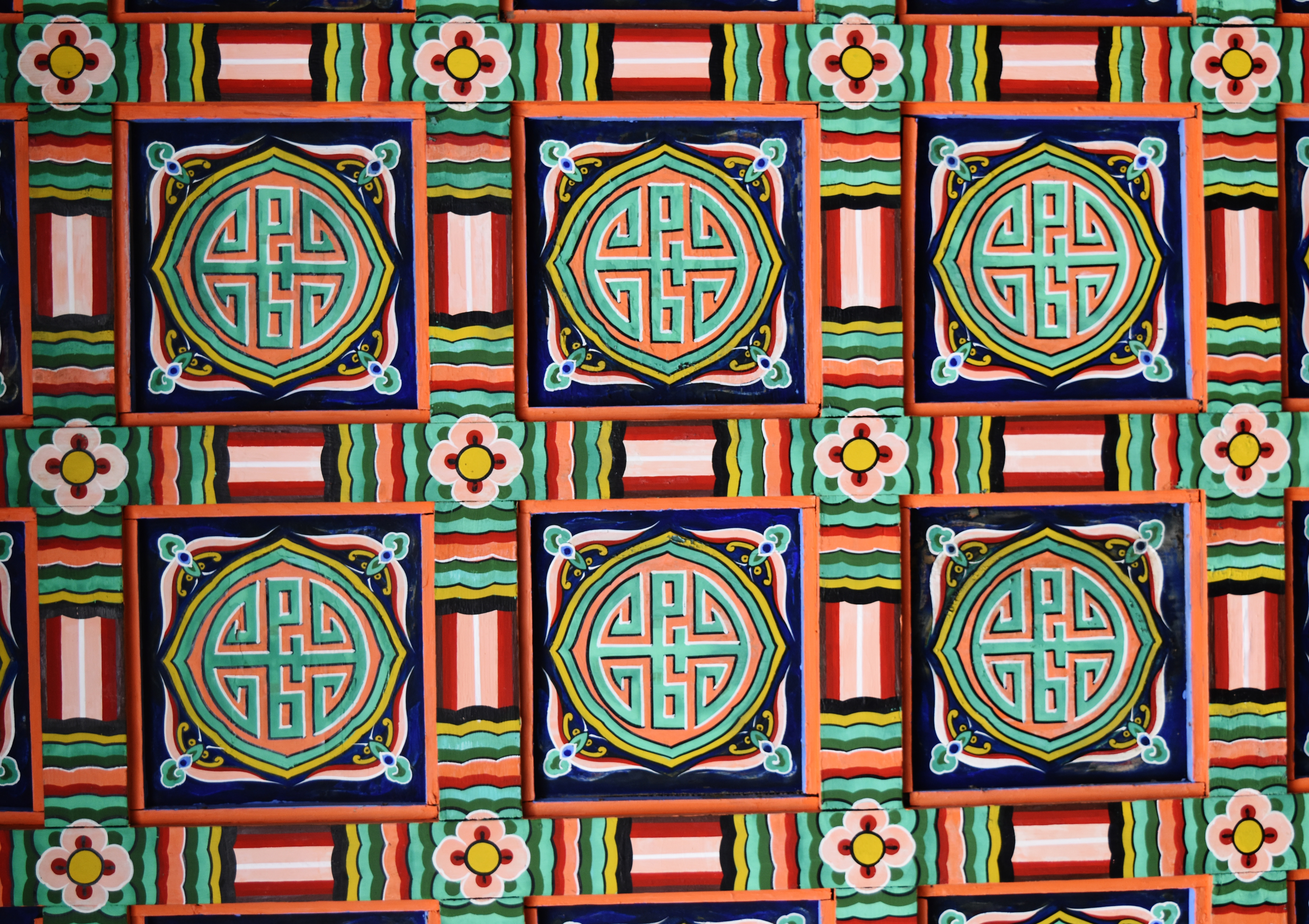
희정당 외전 천장 단청
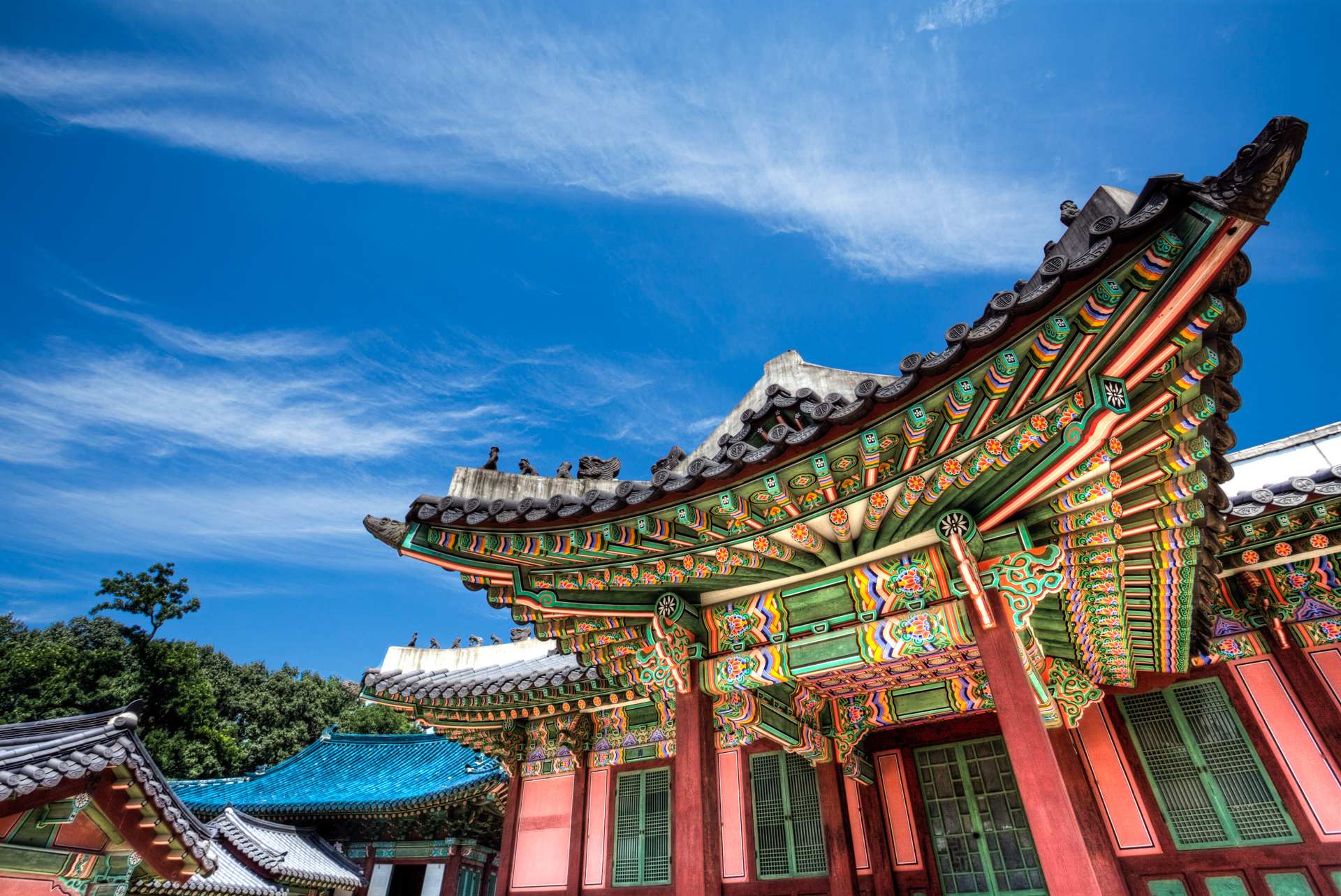

## 참고 자료
- 창덕궁 희정당 - 국가유산청 국가유산포털

 본 문서에는 서울특별시에서 지식공유 프로젝트를 통해 퍼블릭 도메인으로 공개한 저작물을 기초로 작성된 내용이 포함되어 있습니다.